# Slap That Bass
Slap That Bass is een lied van George Gershwin uit de musical 'Shall We Dance' van 1937 op tekst van Ira Gershwin. Het lied werd het eerst uitgevoerd door Fred Astaire en Dudley Dickerson, een zwarte acteur die in meer dan 150 films optrad. Het lied is vrij snel een jazzstandard geworden.

## Achtergrond
Fred Astaire zingt en danst op het ritme van de scheepsmachines in de machinekamer van een grote oceaanstomer op weg van Parijs naar New York. Het lied wordt ook gebruikt in de musical ‘Crazy For You’. uit 1992.
De titel refereert naar een manier van spelen op de contrabas zonder strijkstok maar met de vingers die vooral in de jaren 30 van de 20e eeuw heel populair was en in veel opnames van bigband muziek uit die tijd te horen is.

## Kenmerken muziek
Het lied heeft de liedvorm (intro) A-A-B-A. Het tempo is moderato met als extra aanduiding “Rhythmically”. De maatsoort is 44 en de toonsoort Es majeur.

De eerste acht maten van het refrein (A-gedeelte):

## Vertolkers[2]
- Ella Fitzgerald
- Voces8
- Mina Agossi
- Daoud Henke
- Ichiro Onoe
- Eric Jacot
- The John Wilson Orchestra
- Deep River Quartet
- Jimmy Dorsey
- Uri Caine
- Barbara Walker
- Chris Speed
- Mark Helias
- Theo Bleckmann
- Jim Black
- Ralph Alessi
- Jacques Bense
- Adrian Rollini
- The Ink Spots
- Bram Martin
- Susannah McCorkle
- Georgia Brown
- Nina Simone
- Le Groupe Henry Leca
- Hollywood Bowl Orchestra
- Ran Blake
- The Houdini’s
- The Piccadilly Dance Orchestra
- Jack Gibbons
- Matt Catingub
- Getrude Niesen
- The Bass Gang
- Adrian Rollini
- Lambert Wilson
- Pavão Quartet
- Chubby Jackson
- Miguel Migs